# اومبرتو کالیجاریس
اومبرتو کالیجاریس (به ایتالیایی: Umberto Caligaris) بازیکن فوتبال و اهل ایتالیا است 

## تیم ملی
از سال ۱۹۲۲ میلادی عضو تیم ملی فوتبال ایتالیا بوده و در ۵۹ بازی ملی حضور داشته‌است. او در بازی‌های ملی‌اش گلی به ثمر نرساند.
اومبرتو کالیجاریس آخرین بازی ملی خود را در سال ۱۹۳۴ میلادی انجام داد.